# Naoki Mori
Naoki Mori (jap. 森 直樹 Mori Naoki; ur. 5 maja 1972) – japoński piłkarz występujący na pozycji obrońcy.

## Kariera klubowa
Jako piłkarz grał w klubach Nagoya Grampus Eight, Vissel Kobe i Omiya Ardija.